# Allobracon primus
Allobracon primus är en stekelart som först beskrevs av Muesebeck 1958.  Allobracon primus ingår i släktet Allobracon och familjen bracksteklar. Inga underarter finns listade i Catalogue of Life.